# 边门镇
边门镇，是中华人民共和国辽宁省丹东市凤城市下辖的一个乡镇级行政单位。

## 名称由来
镇名源于凤凰边门。凤凰边门是清朝修筑的柳条边最南端一个边门，简称凤边门或边门。

## 政区沿革
1904年日军修筑安奉铁路于凤凰边门设站，改称高丽门。
1919年民国政府实行区村制，设凤边门村。
1937年设凤城县高丽门村（乡镇级建制），1945年10月设边门区，首次以边门为行政区划名称。
1958年9月撤销边门乡和汤山城乡设立兆明人民公社，1961年7月调整人民公社规模，以原边门乡区划设立边门人民公社，1983年9月撤销边门人民公社设立边门乡，1984年12月改设边门满族乡，1985年5月凤城满族自治县设立，乡名不再冠满族，同年8月年撤乡设镇，成立边门镇，仍以边门名镇。
2002年3月经省政府批准与玉龙镇合并，成立边门镇。

## 自然地理
边门镇位于凤城市东南部，东与汤山城镇、东汤镇相连，南与东港市长安镇、凤城市红旗镇交界，西与白旗镇接壤，北与凤山街道毗邻。
镇区地处辽东半岛东南丘陵地带，地貌特征为“八山半水一分田，半分道路和庄园”，有爱河、饮马河、土牛河等大小10多条河流流经镇内，及戴家、赫家2座水库。
镇区四季分明，年均气温8.3℃，年均降水量800—1000mm，年均无霜期156天。

## 人口面积
全镇总户数9124户，总人口28689人。
行政区域总面积403.68平方公里。

## 名胜古迹
境内有抗日烈士阎生堂纪念馆及玉龙湖风景名胜区。

## 行政区划
边门镇下辖以下地区：
边门村、赫家村、卜家村、明亮村、人和村、兴建村、大东村、汤河村、口子里村、新华村、东山村、金家村、建设村、那家村、敖家村和谢家村。